# Стокгольмский пожар (1751)

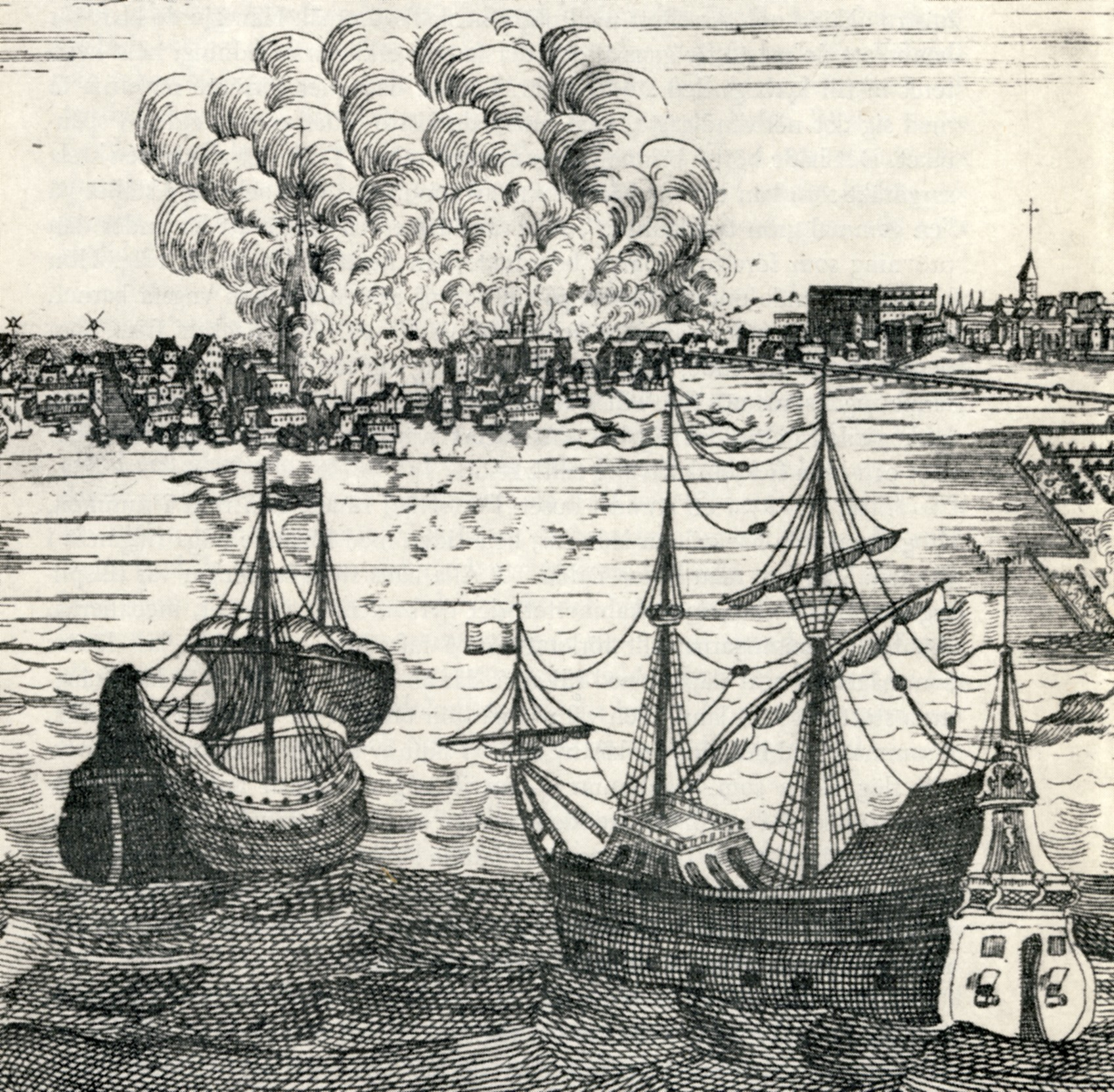
Гравюра, изображающая пожар, наблюдаемый со стороны Сёдермальма.

Стокгольмский пожар 1751 года — большой пожар, начавшийся 8 июня 1751 года в красильне Blå Handen (швед.. Голубая Рука) в переулке Мастера Самуеля (сегодня — улица с тем же названием, Mästar Samuelsgatan), примерно на месте сегодняшнего расположения универсального магазина Åhlens City в Стокгольме. Шведское название пожара — Klarabranden — происходит от названия района вокруг церкви святой Клары.
Пожар обернулся катастрофой, уничтожившей большую часть тогдашней застройки Норрмальма. 221 двор сгорел полностью, в то время как сама церковь св. Клары получила серьёзные повреждения. Пожар распространился вплоть до Сёдермальма и считается одним из жесточайших пожаров, когда-либо бушевавших в Стокгольме. Дата начала пожара приходится на 19 июня по новому стилю, введённому в Швеции в 1753-м году.

## Хронология пожара
Ещё за несколько дней до возникновения пожара, в Стокгольме установилась штормовая погода, разбивавшая причалы и лодки, либо уносившая их в море. Большие парусные суда, пришвартованные у набережной Шеппсбрун (Skeppsbron) Старого Города (тогда именовавшегося просто Городом), не могли отойти от причала.
Изначально точное место возникновения пожара было несколько неясно, однако достоверно известно, что первым огонь начал распространяться по кварталам к западу от улицы Дроттнинггатан, тянущуюся от северного конца Старого города на север. Впоследствии было установлено, что возгорание возникло в мастерской красильщика Йона Маурица Энгервиллера под названием Голубая Рука. Она находилась на сегодняшнем месте расположения универмага Åhléns City. Вскоре после полудня в субботу, 8 июня 1751 года, колокола церквей начали звонить, передавая сигнал «пожар в городе». На вершине хребта Брункенберг, возвышавшемся тогда над Норрмальмом, и над островом Шеппсхольмен были подняты флаги, возвещающие об опасности. По традиции, король лично должен был возглавить операцию по борьбе пожаром. Новоиспечённый король Адольф Фредрик активно участвовал в работе по тушению пожара.
Пожар распространялся чрезвычайно быстро на запад и юго-запад, в направлении порывов штормового ветра, и вскоре возник полный хаос. Задействованные в тушении горожане не могли остановить распространение пожара по направлению ветра. Единственное, что оставалось делать — пытаться предотвратить его распространение в стороны от коридора возгорания. В распоряжении пожарных было лишь несколько шлангов, поэтому тушение осуществлялось в основном ручными опрыскивателями (примитивными прототипами более поздних огнетушителей), и при помощи вёдер, воду в которых к горящим домам люди доставляли из Риддарфъярдена (бухты озера Меларен) выстроившись в «живые цепи».
Через некоторое время загорелась церковь св. Клары, башня которой горела с интенсивностью зажжённого факела, немного погодя рухнув вместе со сводом основного зала строения. Звонарю церкви Петтеру Тидеману удалось спасти часть церковного серебра. Жар был настолько велик, что каменные могильные плиты внутри церкви трескались и проваливались в могилы. Церковные куранты расплавились и были позже найдены в виде глыб руды под руинами. Часть медных листов, составлявших кровлю церкви, расплавившись отрывались порывами ветра от крыши здания и уносились по ту сторону Риддарфъярдена в сторону Сёдермальма, где они распространяли искры по всей округе и воспламеняли здания у возвышенности Шиннарвиксбергет. После этого пожар перекинулся через Хурншгатан на Зинкенсдамм и дворы возле Хурнскрукен в западной части Сёдермальма.
Весь район вокруг церкви св. Клары был охвачен огнём и у очевидцев создавалось впечатление, что горел даже воздух высоко над пожаром. Вскоре пожар перешёл в огненный смерч, сравнимый с теми, которые возникали в результате бомбардировок немецких городов во время второй мировой войны.
По наступлении вечера огромная часть прихода св. Клары от Дроттниггатана вплоть до озера св. Клары находились в руинах. Береговая линия озера Клара находилась в то время восточнее сегодняшней, в сторону улицы Васагатан. Несколько раз пожар разгорался снова, ввиду продолжающегося шторма. Не ранее чем в три часа ночи с субботы на воскресенье удалось локализовать пожар. Население было в панике; ходили слухи о том, что пожар был устроен умышленно.

## Последствия

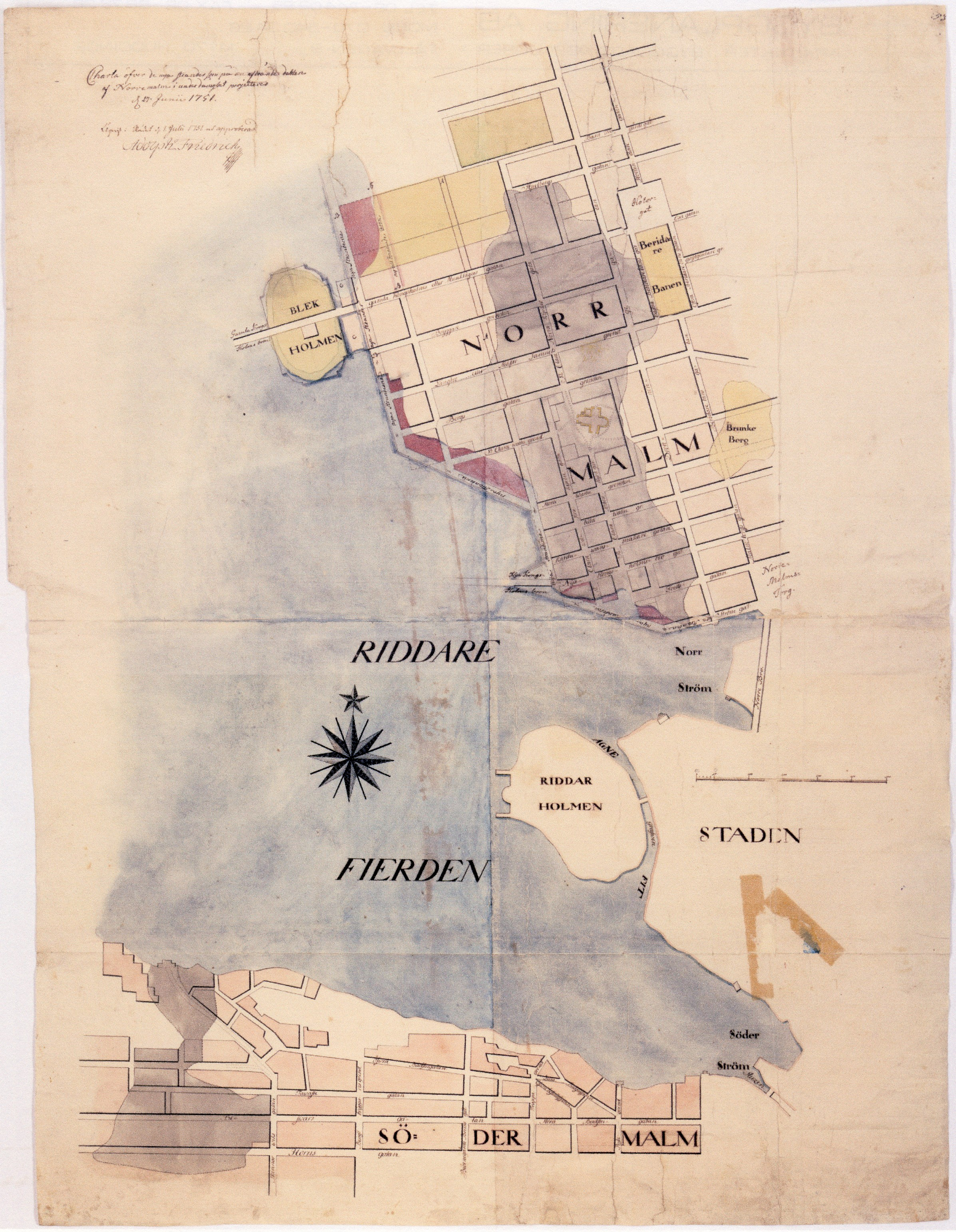
Карта 1751 года, на которой тёмным цветом отмечены кварталы, затронутые пожаром.

Основанная в 1746 году страховая компания Brand- och försäkringscontoiret i Stockholm выплатила 784 000 далеров по страховым обязательствам, однако средств, чтобы возместить все убытки, не было. Лишь часть владельцев сгоревших дворов была застрахована, поэтому общая сумма убытков от пожара была намного выше той, которую рассчитала страховая компания. В общей сложности сгорел 221 двор.
Один из серьёзно пострадавших был учёный-горняк и минералог Даниель Тилас. Его двор был расположен рядом с берегом озера Клара, примерно по месту расположения сегодняшнего здания концерна Esselte. Он стал очевидцем пожара, его двор также сгорел дотла. В огне погибло не только его жилище, но и весь материал, который он собирал в ходе двадцатилетней работы, и которая должна была войти в историю шведской и общей минералогии. Дело его жизни было уничтожено огнём, и горечь от этой утраты преследовала Тиласа всю жизнь.

## Расследование
В самых верхах власти также были подозрения о поджоге. Ходили слухи о планируемых пожарах, и финансировании враждебными силами покушений на жизнь нового короля (Адольфа Фредрика). Было объявлено вознаграждение в 2000 дукатов за информацию, способную привести к раскрытию предполагаемого преступления. Это привело к массовым доносам и последующей за ними волной арестов. Однако через некоторое время задержанные, один за другим, выпускались на свободу. В итоге в заключении остались лишь двое подозреваемых, подмастерья-пекари Фредрик Сёдерхамн и Кристоффер Роланд. Согласно обвинению, они вошли в сговор, чтобы сжечь Стокгольм. На суде они обвиняли друг друга. Суд вынес обвинительный приговор, приговорив Сёдерхамна к 24 ударам плёткой и пожизненным штрафным работам в Карлстенской крепости, а Роланда к 8 дням в тюрьме на хлебе и воде.
Тем временем, однако, Административный суд северного предместья (Norra förstadens kammarrätt) успел осудить другого человека за неосторожное обращение с огнём, послужившее причиной пожарища. Этим человеком был подмастерье Гольдкуль из красильни Голубая Рука. Его приговорили к выплате по 2 серебряные монеты каждому из владельцев 221-го сгоревшего двора, 100 далеров на восстановление церкви св. Клары а также 100 далеров «штрафа» за мужчину, который сгорел при пожаре. В случае, если он оказывался не в состоянии заплатить, наказание заменялось на 28 дней заключения в тюрьме на хлебе и воде.